# Otwór rezonansowy
Otwór rezonansowy – otwór w pudle rezonansowym (najczęściej w płycie rezonansowej) w niektórych instrumentach muzycznych z grupy chordofonów, którego zadaniami są: zwiększanie natężenia dźwięku, zmiana barwy dźwięku lub niekiedy zmiana wysokości dźwięku. Często pełni również funkcję dekoracyjną.
Liczba, kształt i umiejscowienie otworów rezonansowych w instrumentach są różne. Ich podstawową funkcją jest eksponowanie określonych tonów składowych. Właściwość tę opisuje zjawisko rezonansu Helmholtza. Otwór rezonansowy jako nieciągłość w płycie rezonansowej nadaje jej również lokalnej elastyczności, co sprawia, że zamocowany w jego pobliżu podstawek skuteczniej przenosi drgania strun na pudło rezonansowe.
Chordofony szarpane wyposażone są najczęściej w jeden okrągły otwór rezonansowy; w chordofonach smyczkowych występuje najczęściej parami i ma kształt litery „f”, stąd nazywany jest „efem”. W instrumentach dawnych nadawano mu kształt języków ognia lub litery „C”. Często dekorowany był rzeźbioną rozetką. Spotykany jest także w klawesynach i klawikordach, gdzie pełni funkcję bardziej dekoracyjną niż akustyczną.